# Shanghai (musikgrupp)
Shanghai är ett svenskt synthpopband som bildades i Södertälje 1984 av Ulf Söderberg (sång), Rex Gisslén (keyboard), John Sandh (gitarr), Niklas Bergqvist (basgitarr) och Ralph Björklundh (trummor).
På deras andra och sista album I full frihet byttes Gisslén ut mot Anders Eliasson på keyboard och Björklundh ersattes av Mikael Ellgren på trummor.
2006 beslöt Rex Gisslén och John Sandh att återförena Shanghai. Ny sångare är Marcus Öhrn.

## Diskografi

### Album
- 1985 – Shanghai
- 1986 – I full frihet

### Singlar
- 1985 – Bang Bang
- 1985 – Africa
- 1985 – Ballerina
- 1986 – Radio Girl
- 1986 – Rosalina
- 1986 – Skattjakt
- 1986 – Flight 69
- 1986 – Shanghai